# سیارک ۲۴۲۹
سیارک ۲۴۲۹ (به انگلیسی: 2429 Schurer، نامگذاری:1977TZ) دو هزار و چهارصد و بیست و نهمین سیارک کشف شده‌است که در ۱۲ اکتبر ۱۹۷۷ کشف شد.
قدر مطلق سیارک برابر ۱۲٫۲۰ است.